# Parafia św. Maksymiliana Kolbego w Nowym Dworze Mazowieckim
Parafia pw. św. Maksymiliana Kolbego w Nowym Dworze Mazowieckim – Modlinie Starym – parafia należąca do dekanatu zakroczymskiego, diecezji płockiej, metropolii warszawskiej. 

## Historia parafii
Została erygowana 2 lutego 1981 wyłoniona z parafii Pomiechowo. Od początku istnienia parafii proboszczem był ks. kan. Edward Stefan Pacek, którego w 2013 roku zastąpił ks. kan. mgr Andrzej Redmer. Wikariuszami parafii byli ks. mgr Sławomir Ambroziak (2018-2021) i ks. mgr Marek Piątkiewicz (2021-2023). Od 2023 funkcję wikariusza pełni ks. mgr Wojciech Nikodymczuk. 

## Miejsca święte

### Kościół parafialny
Obecny kościół parafialny pw. Matki Boskiej Królowej Polski został ukończony w 1991 według projektu architekta Michała Trzebuchowskiego. Poświęcenie świątyni odbyło się 3 grudnia 1995 r., podczas nawiedzenia obrazu Jezusa Miłosiernego.

## Obszar parafii

### Miejscowości i ulice
Obejmuje swoim zasięgiem osiedle Modlin Stary w Nowym Dworze Mazowieckim.